# Wizzy et Woppy
Wizzy et Woppy  (Wizzy en Woppy en flamand) est une série télévisée belge néerlandophone créée en 1999 et produite par le Studio 100. Au nombre de 150 épisodes, elle est diffusée pour la première fois le 30 août 1999 sur la VRT et ce jusqu'en 2002. Aux Pays-Bas, la NPO diffuse aussi leurs aventures. En 2007, la production fut relancée. 
Le 17 février 2007, la série Wizzy et Woppy fait son apparition en Belgique francophone sur Club RTL.

## Synopsis
Wizzy et Woppy sont deux souris qui vivent dans un magasin d'animaux. Chaque jour, après la fermeture de celui-ci, elles vivent avec leurs amis Kasha le perroquet et Dongo la tortue de nombreuses aventures.

Reproduction en version animée à Plopsaland De Panne
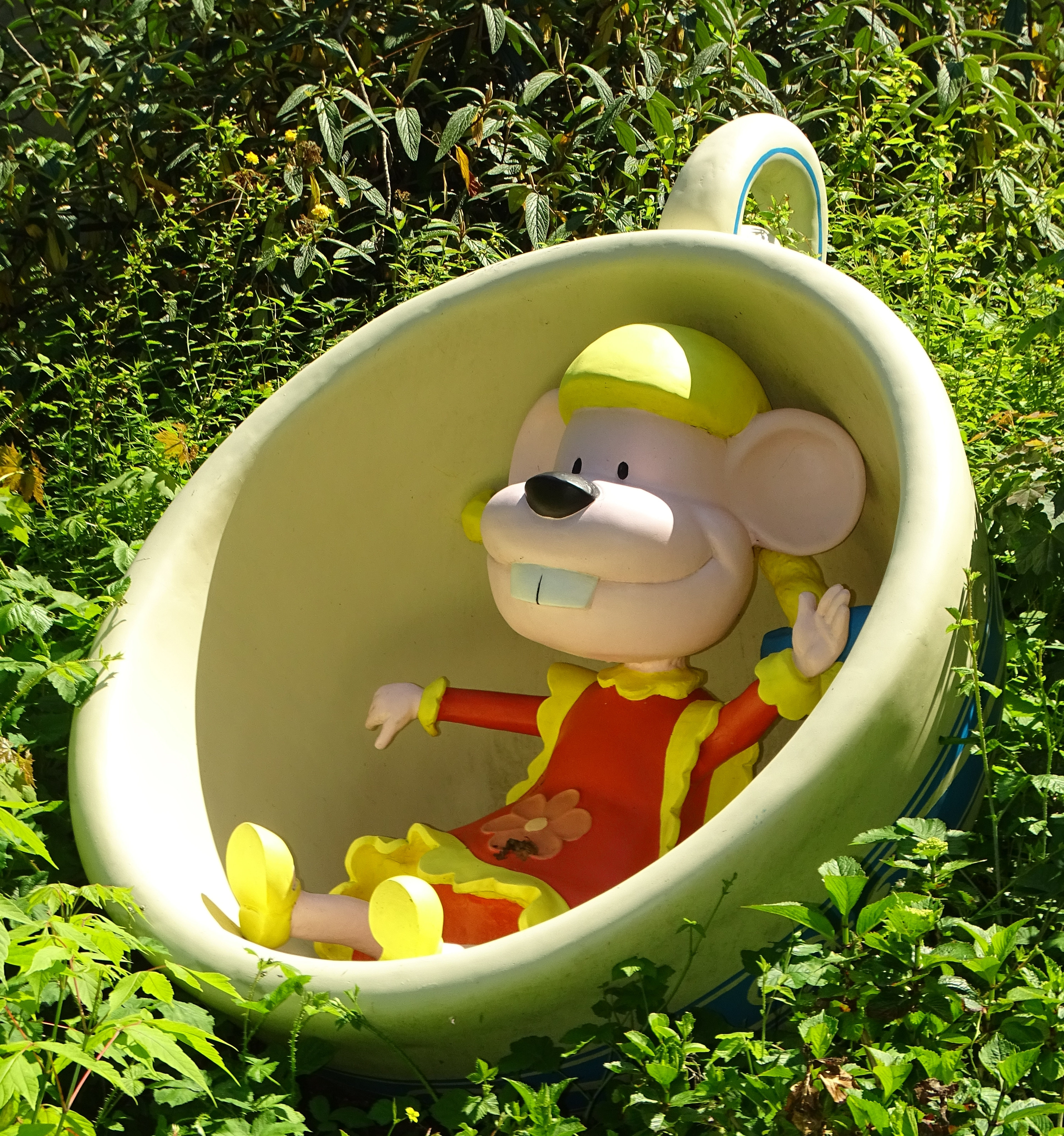
Wizzy.
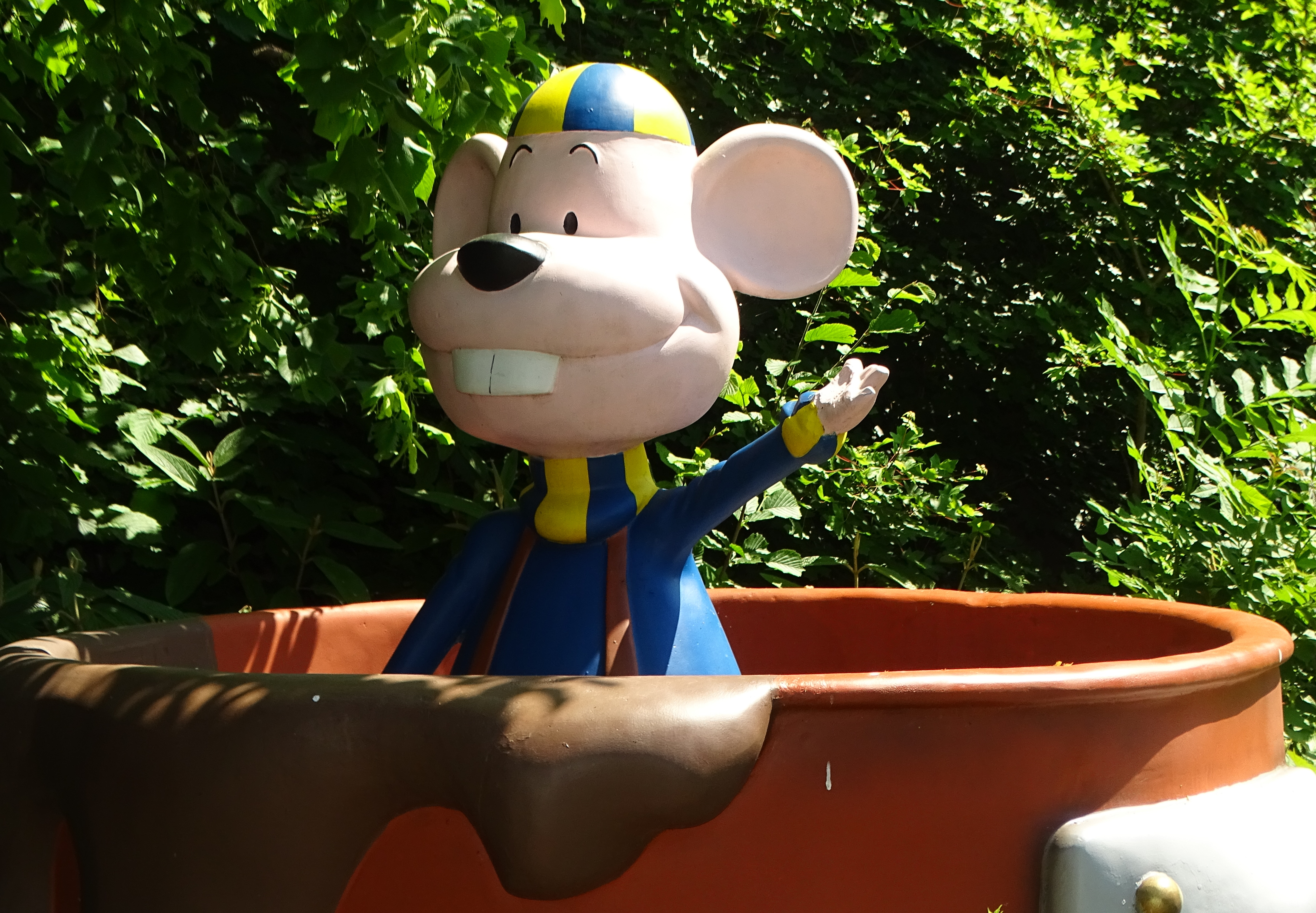
Woppy.
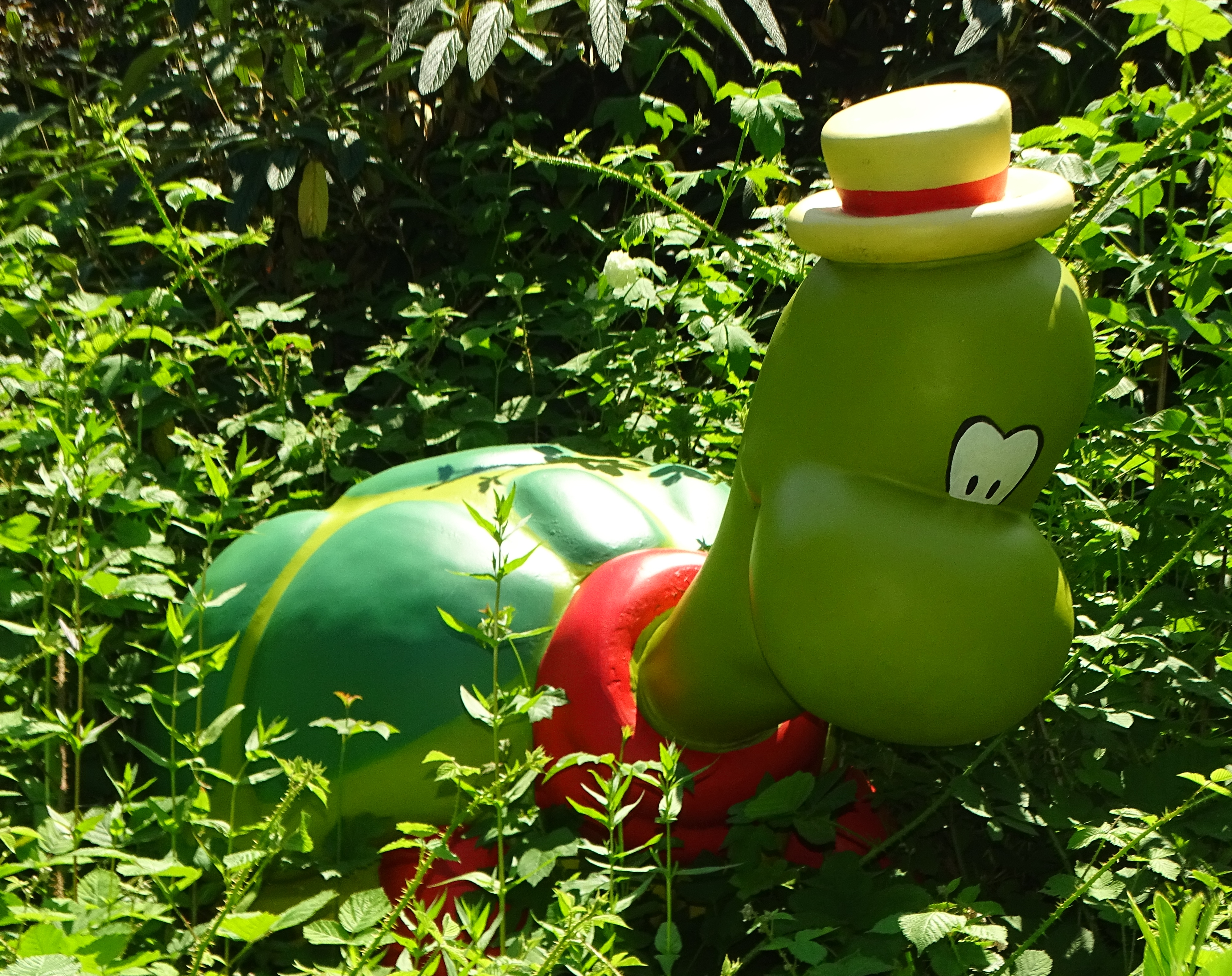
Dongo.
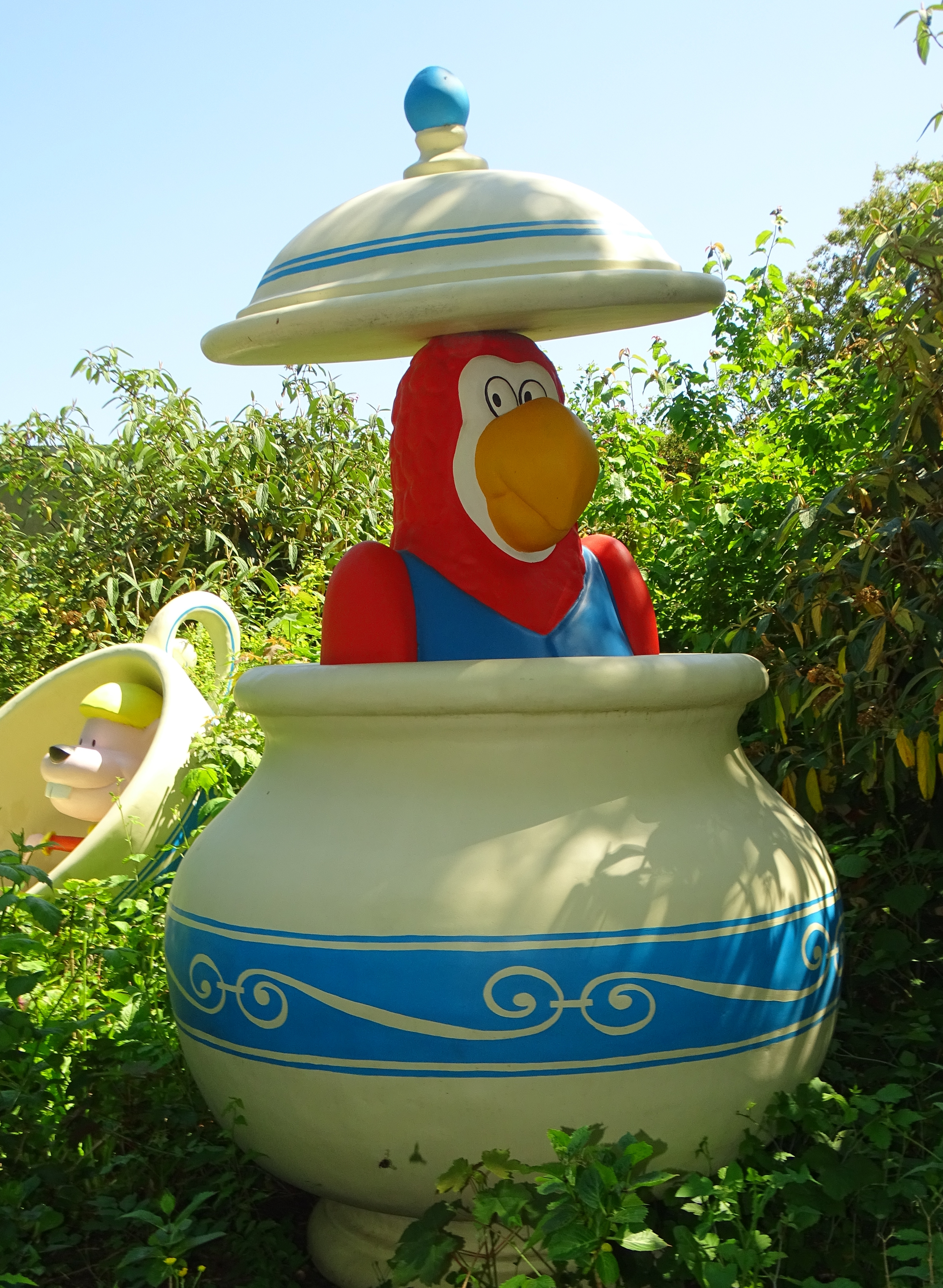
Kasha.

## Distribution

### Version originale
- Barbara De Jonge : Wizzy
- Carl Ridders : Woppy
- Dirk Bosschaert  : Dongo
- Hans Van Cauwenberghe : Kasha

### Version francophone
- Béatrice Marlier : La narratrice